# 太田町 (秋田県)
太田町（おおたまち）は、秋田県の中央部に位置していた町である。2005年（平成17年）に周辺の市町村と合併して大仙市となった。合併後も大仙市太田町（おおたちょう）として地名が残る。

## 地理
町の東部は奥羽山脈による山岳地帯になっており、北東部で白岩岳を挟んで隣接する角館町や、奥羽山脈を越えて岩手県沢内村側への、自動車や鉄道による直接の連絡路はない。
町の西側は多くは田地として利用される平地とで、町の境界となっている北端の斉内川を初め、窪堰川や川口川が、東から西へと流れている。
- 山: 小滝山、白岩岳、小杉山、薬師岳、甲山、風鞍、鹿子ノ山、権現山、黒沢大台山
- 河川: 斉内川、窪堰川、川口川
- 湖沼:

## 歴史
- 平安時代 - 出羽国山本郡塔甲郷として成立。
- 1889年（明治22年） - 長信田村、横沢村が成立。
- 1955年（昭和30年） - 長信田村、横沢村が合併し、太田村となる。
- 1969年（昭和44年） - 町制施行し太田町となる。
- 2005年（平成17年）3月22日 - 周辺市町村と合併し、大仙市となった。

## 経済
- 三共光学工業 太田工場 - 1982年生産開始[1]。

## 教育
- 秋田県立大曲農業高等学校太田分校

## 交通

### 道路
- 秋田県道11号角館六郷線
- 秋田県道50号大曲田沢湖線
- 秋田県道259号長信田羽後長野停車場線
- 秋田県道261号国見大曲線
- 秋田県道305号千畑大曲線

## 観光
- 大台スキー場
- 真木真昼県立自然公園
- 奥羽山荘
1979年に川口渓谷周辺が国民休養地として指定され、その拠点として1981年（昭和56年）に開設[2]。グラウンド・ゴルフ場を併設。
- 中里温泉
ふるさと創生事業によりボーリング[3]。

## 文化・名産

### 祭事・催事
- 太田の火祭り（2月）
- 国見ささら（8月） - 県指定無形文化財[2]
- 横沢ささら（7-9月） - 町指定無形文化財

### 名産・特産
- 横沢曲がりネギ - 藩政期からの特産品[2]。
- ホップ - 1973年（昭和48年）、国見地区の農家26戸により太田町ホップ生産組合結成[1]。

## 著名出身者
- 男鹿和雄 (アニメーション美術監督)
- 鈴木裕樹 (わらび座)
- 田口三昭 (実業家)
- なかのやひとし (シンガーソングライター)
- 花家圭太郎 (小説家)